# Breitenberg (Bawaria)
Breitenberg – gmina w Niemczech, w kraju związkowym Bawaria, w rejencji Dolna Bawaria, w regionie Donau-Wald, w powiecie Pasawa. Leży przy granicy z Austrią.
Średnia wysokość bezwzględna gminy wynosi 695 metrów.
Od 1999 roku burmistrzem gminy jest Helmut Rührl.

## Demografia
- 1970 – 1893
- 1987 – 2109
- 2000 – 2213
- 2005 – 2155